# Hoofddoek
Een hoofddoek is een doek die als kledingstuk om het hoofd gedragen wordt.

## Manieren van dragen
Een hoofddoek kan op verschillende manieren gedragen worden, afhankelijk van de functie. Sommige hoofddoeken bedekken alleen de haren, andere hoofddoeken omsluiten het gezicht of laten alleen de ogen vrij.

## Christendom

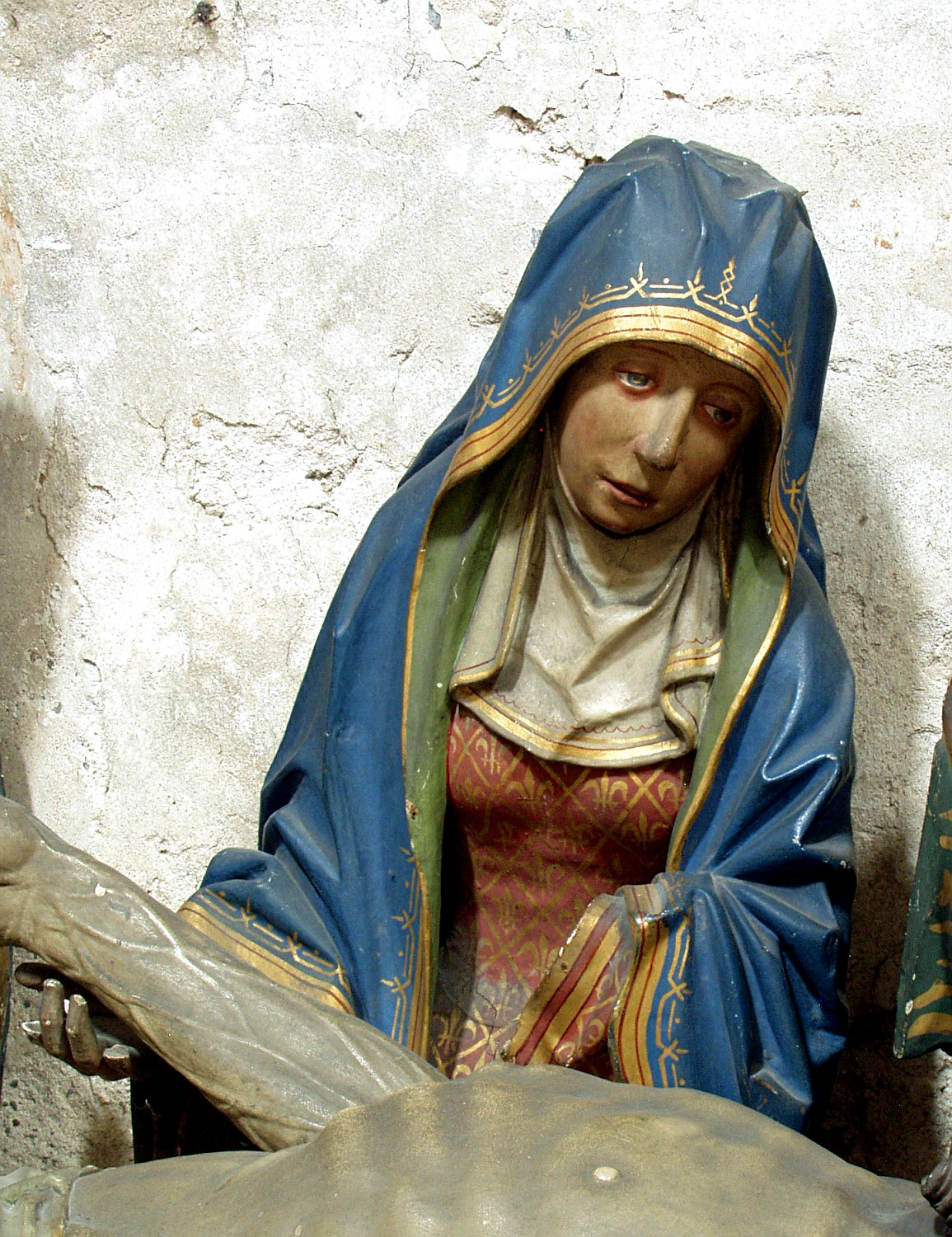
De maagd Maria met een hoofddoek

Hoofddoeken in de vorm van een sluier, tulband of een doek om het hoofd worden in verschillende Bijbelverzen genoemd.
Tot het Tweede Vaticaans Concilie was het vrouwen verplicht hoofdbedekking te dragen in een katholieke kerk. Dit gebod vindt zijn oorsprong in I Korintiërs 11:5-6 ("Iedere vrouw, die blootshoofds bidt of profeteert, doet haar hoofd schande aan...").
Tegenwoordig wordt de hoofddoek nog gedragen door een aantal vrouwen in Noord-Europa en Noord-Amerika. In Tridentijnse missen (de buitengewone vorm van de Romeinse ritus) dragen de vrouwen nog steeds een sluier of een hoofddeksel, al is dit niet meer verplicht.
In Zuid-Europese en Latijns-Amerikaanse landen draagt men nog vaak een hoofddoek in de kerk en dan vooral de mantilla die uit zwarte kant vervaardigd is. In Azië wordt vooral de witte kanten versie gedragen.
In oosters-orthodoxe kerken en oriëntaals-orthodoxe kerken bedekken nog steeds alle vrouwen het hoofd. Alleen bij de Oudgelovigen mag dit uitsluitend een hoofddoek zijn, bij de andere oosters-orthodoxen mag het ook een sluier zijn. Uit een afbeelding van een nestoriaanse non uit de 18e eeuw, valt af te leiden dat ook de nikab onder oosterse christenen niet onbekend was.
Ook binnen enkele protestantse gemeenschappen is bedekken van het hoofd voor vrouwen in de erediensten (nimmer voor mannen) nog gebruikelijk. Hiervoor kan een hoofddoek of een hoed gebruikt worden.
In de christelijke iconografie is een sluier het symbool van de kuisheid, net als in beeldhouwwerken van gotische kerken.
De hoofddoek als symbool van kuisheid in de katholieke en christelijke traditie is nog te zien in hedendaagse bruids- en eerstecommuniekleding.

## Islam
De moslima's die in het openbaar een hoofddoek (hidjab of hijab of hidjaab of jilbab) dragen, doen dit veelal omdat zij dit als een islamitisch voorschrift zien. Zij baseren zich daarbij op ayaat uit de Koran, Soera Het Licht 31, Soera De Partijscharen 59. Hoewel daar niet letterlijk staat dat het haar bedekt moet worden, wordt dit door Koranexegeten doorgaans op deze wijze uitgelegd. Zij baseren zich mede op overleveringen die terug zouden gaan tot de tijd van Mohammed. Anderen menen dat tijdens het leven van Mohammed alleen zijn eigen vrouwen gesluierd en afgezonderd geleefd hebben en dat andere vrouwen deze vrouwen later zijn gaan imiteren.
Anderen dragen een hoofddoek onder sociale druk, op vraag of eis van hun partner of familie, of ter bescherming van hun bescheidenheid.
Er zijn verschillende soorten hoofddoeken (hidjabs):
- de boerka bedekt het lichaam compleet en laat alleen een gaas over om door te kijken.[6]
- de chador is een mantel die lichaam en hoofd omhult, maar het gezicht volledig vrijlaat.
- de khimar is een capevormige doek die het hoofd en ook de nek en schouders bedekt. Het gezicht blijft wel volledig vrij.
- de nikab is een sluier die het gezicht bedekt en de ogen (meestal) vrijlaat.
- de amira is een kapje dat over het hoofd wordt gedragen en tot aan de schouders komt. Het gezicht blijft volledig vrij.

Over gelovige vrouwen in het algemeen zegt de Koran: "En zeg tegen de gelovige vrouwen dat zij hun ogen neerslaan en over hun geslachtsorganen waken, en hun sier niet tonen, behalve wat daarvan zichtbaar is. En zij moeten hun sluiers over hun boezems dragen en hun schoonheid niet openlijk tonen, behalve aan hun echtgenoten, of hun vaders, of de vaders van hun echtgenoten, of hun zonen, of de zonen van hun echtgenoten, of hun broers ... " Soera An-Noer (Het Licht) vers 31.
En
"O Profeet, zeg tot jouw echtgenotes en tot jouw dochters en tot de vrouwen van de gelovigen dat zij hun gewaden over zich heen laten hangen. Op die manier is het gemakkelijk om hen te herkennen en worden zij niet lastiggevallen. En Allah is Vergevensgezind, Meest Barmhartig" (Soera AL-Ahzab:59)
De hier gebruikte term is dus niet hidjab. Hidjab is afgeleid van het in aya 53 van Soera De Partijscharen voorkomende woord 'afscheiding', dat in verband met de vrouwen van Mohammed wordt gebruikt ("En als u haar (zijn vrouwen) om iets vraagt, vraagt het dan van achter een afscheiding"). Khumur (meervoud van khimar) is afgeleid van khamara, wat "bedekken" betekent. De term wordt vaak als "hoofddoek" of "sluier" vertaald, maar zou ook kunnen betekenen dat vrouwen in het bijzijn van vreemde mannen hun boezem moeten bedekken.
Uit de zinsnede "dan hetgeen daarvan zichtbaar moet zijn" kan men eventueel afleiden dat zij enkel hun gezicht en hun handen mogen tonen. De boodschap van de betrokken passage is vooral dat zowel mannen als vrouwen deemoedig en kuis moeten zijn.
In verschillende landen zijn vrouwen strafbaar als ze zich zonder hoofddoek in het openbaar vertonen. In Iran bestaan de straffen uit onder meer zweepslagen en gevangenisstraffen.

## Jodendom
Volgens de Kethuboth, fol. 7, kol. 1., moet een man van zijn echtgenote scheiden en verliest de vrouw haar huwelijksdeel als zij buiten verschijnt met haar hoofd onbedekt.
Orthodox-joodse vrouwen dragen dan ook vaak een hoofddoek of een pruik, sjeitel genoemd. In het orthodoxe jodendom bedekken vrouwen vanaf het huwelijk hun haar; ongetrouwde meisjes doen dat niet. Gescheiden vrouwen blijven hun haar wel bedekken. Joodse vrouwen kunnen kiezen tussen een pruik of hoofddoekje; sommigen dragen een pet of hoedje. Er zijn verschillende graden van striktheid: aan de ene extreme kant staan de enkele bewegingen die enkel zwarte hoofddoeken toestaan die elk haar bedekken, en aan de andere kant staan de bewegingen die ook een hoofdbedekking goedkeuren die niet al het haar bedekt. In het liberale jodendom bedekken vrouwen hun haar over het algemeen niet.

## Sikhisme

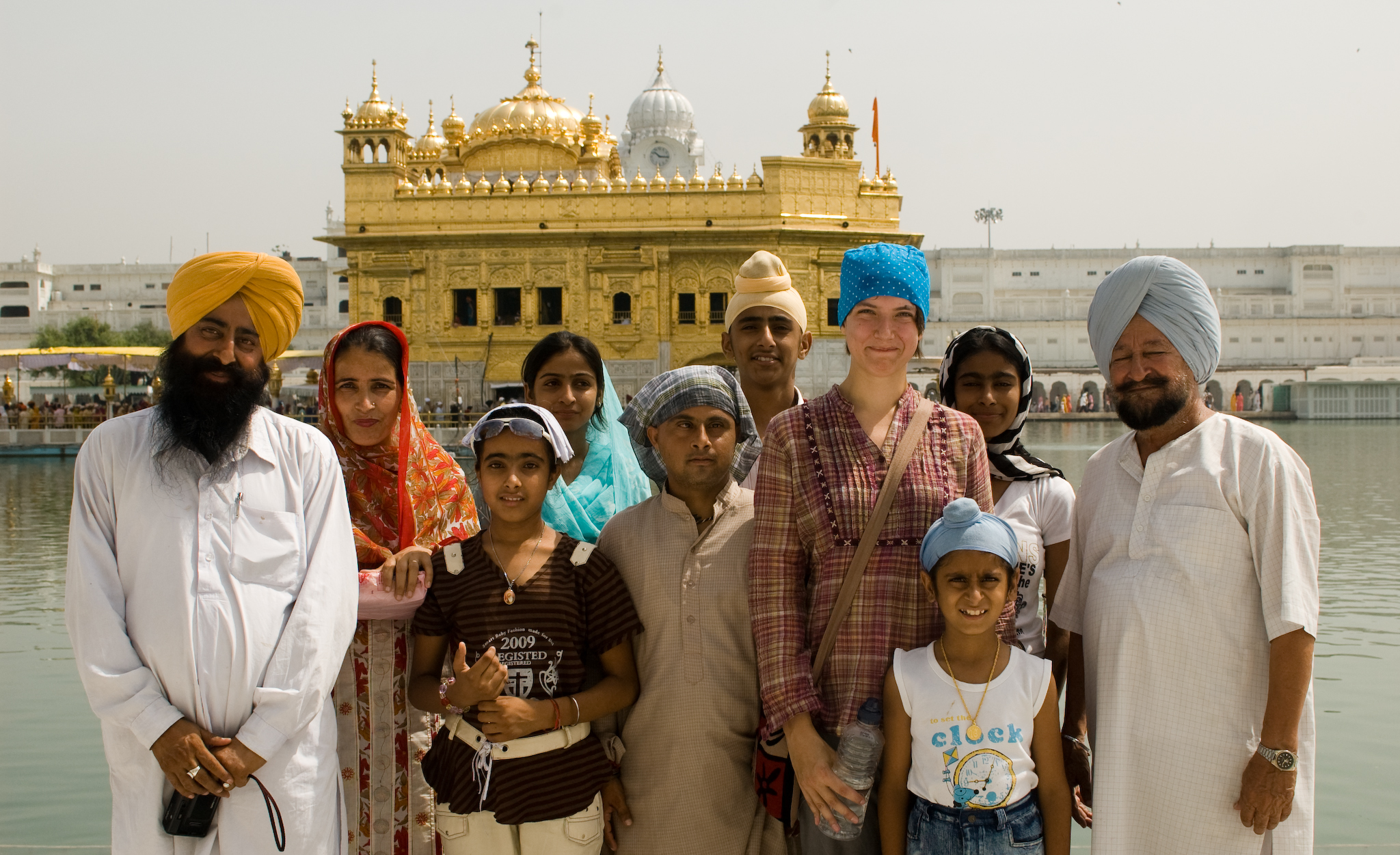
Een Sikh-familie en een blanke vrouw met hoofddoeken en tulbanden

In 1699 voerde Gobind Singh (1666-1708), de tiende en laatste menselijke goeroe, bepaalde godsdienstige praktijken in die voor de sikhs fundamenteel zijn geworden. Hij introduceerde het dragen van de tulband, het dragen van een dolk en de regel dat het haar en baard nooit geknipt mogen worden. Het lange haar wordt bedekt door een hoofddoek, een zogenaamde tulband.

## Oude Egypte
Een nemes is een hoofddoek die door farao's in het oude Egypte werd gedragen en waarmee ze hun goddelijkheid wilden tonen. Het dragen ervan was ook alleen voorbehouden aan farao's.

## Bobo Ashanti
Is een tak van de rastafari levensstijl. De zogenaamde bobo dreads dragen hun dreadlocks in een tulband om respect aan God te tonen. Gezond leven en schoonheid staan ook hoog in het vaandel. Doordat de dreadlocks in een tulband worden gedragen, blijven ze schoon.

## Niet-religieuze hoofddoeken

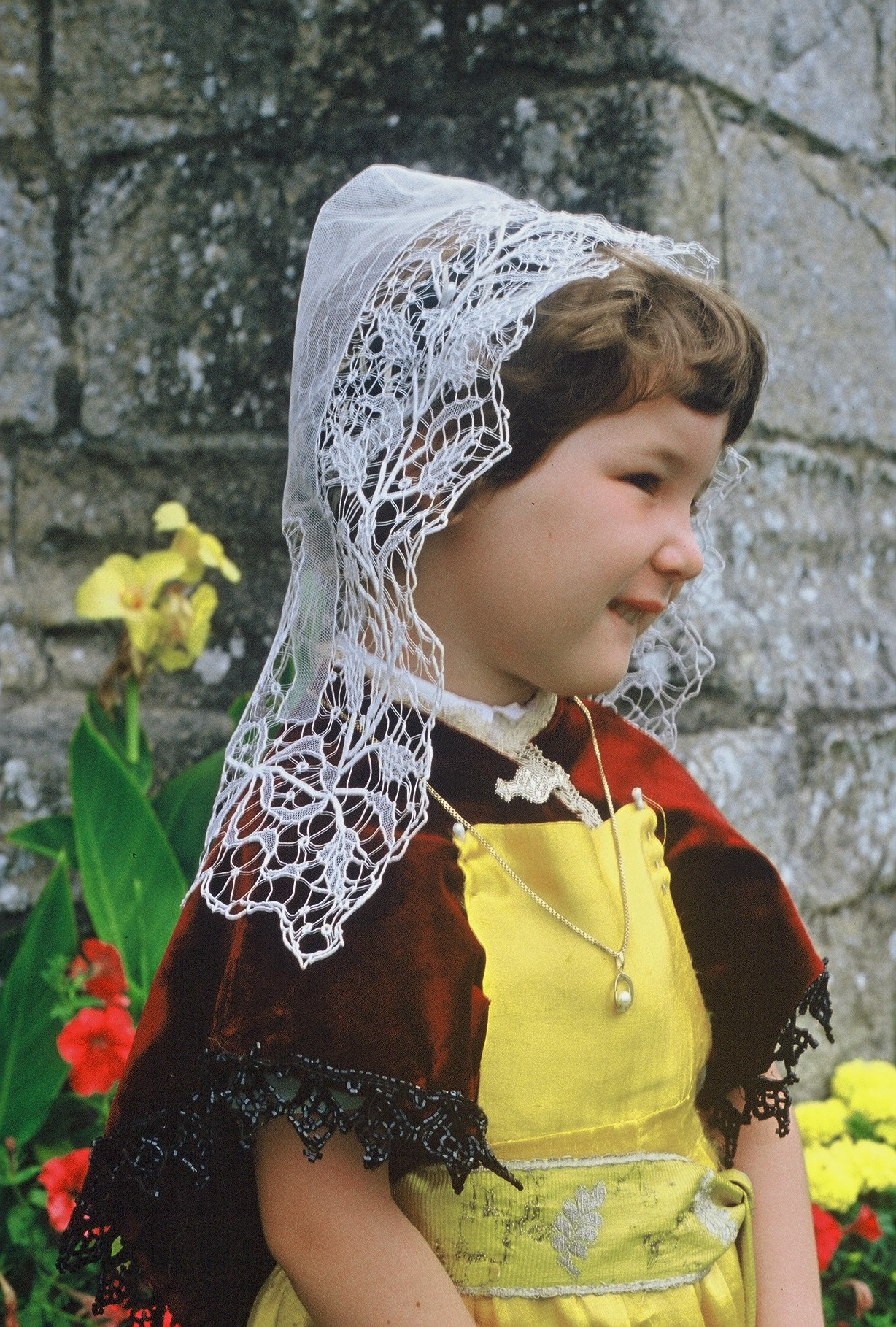
Hoofddoek als onderdeel van klederdracht

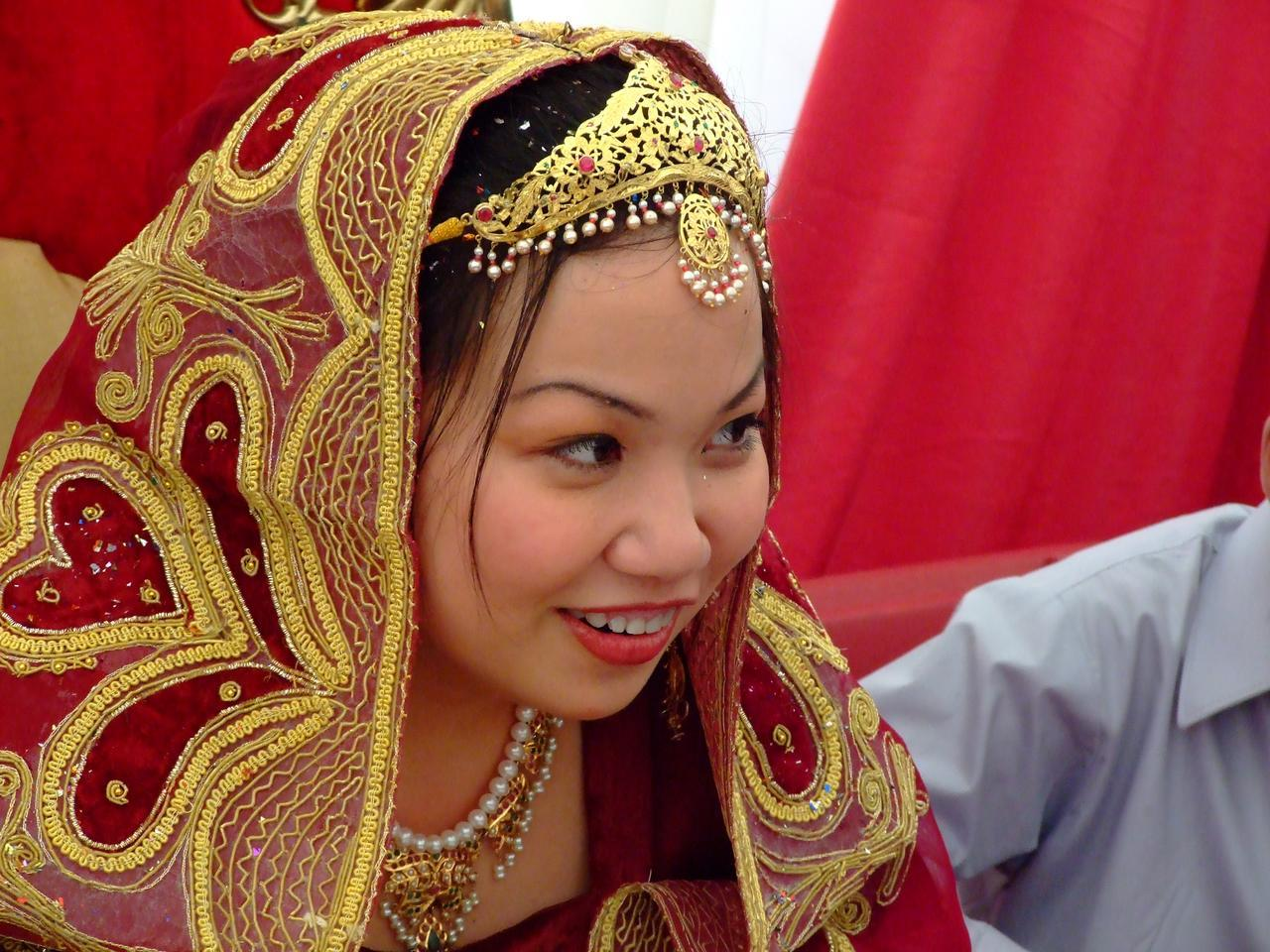
Een bruid in India

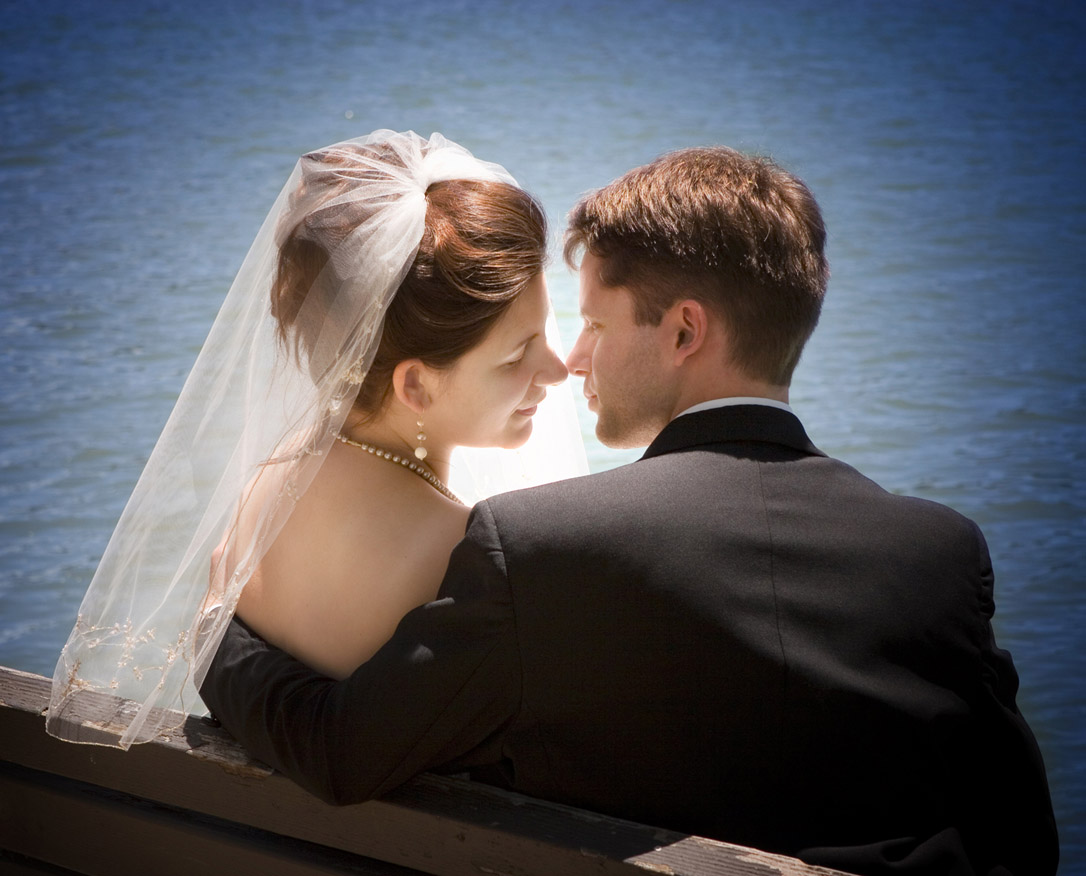
Een bruid en bruidegom

De hoofddoek is in Nederland en minder vaak ook in België een kledingstuk bij autochtone vrouwen bedoeld om het hoofd te beschermen tegen de regen. Ook als onderdeel van klederdracht komt de hoofddoek nog voor. Een voorbeeld hiervan is de Zeeuwse kap. Bij klederdracht zijn echter wel religieuze factoren van invloed geweest.

## Discussie over hoofddoek in het openbare leven
De hoofddoek die nu meestal door islamitische vrouwen wordt gedragen vormt een onderwerp van voortdurende discussies in landen zoals Nederland, België, Frankrijk en Turkije. In deze landen leven grote aantallen moslims.
Volgens de traditionele Koranuitleggers is de hoofddoek er ter 'bescherming' van de vrouw, omdat ze zonder hoofddoek de lusten van mannen zou kunnen opwekken. Ook worden er andere argumenten genoemd: de moslima's die in het openbaar een hoofddoek (hidjab of hijab of hidjaab of jilbab) dragen, doen dit veelal omdat zij dit als een islamitisch voorschrift zien. Zij baseren zich daarbij op ayaat uit de Koran, Soera Het Licht 31, Soera De Partijscharen 59. Veel eurocentrisch georiënteerde westerlingen daarentegen, met name actiegroepen op het terrein van emancipatie, feminisme en mensenrechten, vinden de hoofddoek en zeker de boerka en chador een symbool van vrouwenonderdrukking en seksuele discriminatie. Andere, meer liberale moslims vinden dit overtrokken en menen dat de meeste moslims in het Westen na verloop van tijd de westerse gewoonten en gebruiken zullen aannemen. Volgens hun interpretatie van de Koran schrijft deze nergens voor een hoofddoek te dragen, 
zie Soera Het Licht 31 en Soera De Partijscharen 59. Hoewel daar niet letterlijk staat dat het haar bedekt moet worden, wordt dit door Koranexegeten doorgaans op deze wijze uitgelegd. Zij baseren zich mede op overleveringen die terug zouden gaan tot de tijd van Mohammed. Westerse theologen onderschrijven deze uitleg (Groep van Achttien).

### Turkije
Turkije kent sinds 1989 een wet die het dragen van hoofddoeken (alsmede politieke symbolen, zoals een T-shirt met hamer en sikkel) door studenten in openbare gebouwen zoals universiteiten verbiedt. Het Europees Hof voor de Rechten van de Mens oordeelde op 28 juni 2004 in een zaak die door twee studentes was aangespannen dat dat land onder bepaalde voorwaarden het dragen van hoofddoekjes mag verbieden. Begin 2008 werd dit verbod op initiatief van de conservatieve AKP opgeheven, maar sneuvelde het bij de goedkeuring door het Hooggerechtshof. Vele seculiere Turken vrezen een opgang van sociale druk op al die vrouwen die géén sluier willen dragen. Ongeveer de helft van de Turkse vrouwen tussen 18 en 27 jaar oud draagt een hoofddoek. De meeste Turkse vrouwen die zich sluieren dragen een traditionele hoofddoek die hoort bij hun lokale culturele klederdracht. Een traditionele hoofddoek kan verschillen tussen een kleine doek die net als in Europese klederdracht onder de kin of in de nek wordt geknoopt en maar een deel van het haar bedekt (in het westen en noorden), tot lange witte sjaals die rond het hoofd worden gewikkeld in het zuidoosten. Daarnaast zijn er tal van variaties van kleine etnische groepen; zo dragen de Hemsin-vrouwen in Noordoost-Turkije een dunne zwarte of gekleurde tulband. Sinds enkele decennia zijn er ook veel kleine religieuze groeperingen die elk hun eigen kledingvoorschriften hanteren.

### Verenigde Staten
In de Verenigde Staten valt het dragen van een hoofddoek onder het eerste amendement bij de grondwet, dat de vrijheid van meningsuiting garandeert.

### Nederland
In Nederland sprak de Tweede Kamer zich op 17 maart 2004 uit tegen een verbod op het dragen van hoofddoeken. De Commissie gelijke behandeling publiceerde in augustus 2004 op verzoek van het Meldpunt Discriminatie Amsterdam een advies voor het dragen van hoofddoeken op de werkvloer. Al in juni 2003 publiceerde de Minister van Onderwijs een Leidraad Kleding op School, waarin onder andere wordt bepaald dat confessionele scholen het dragen van een hoofddoek onder bepaalde voorwaarden mogen verbieden. Openbare scholen mogen de hoofddoek echter niet verbieden. Een verbod geldt in Nederland alleen voor rechters en geüniformeerde ambtenaren (bijvoorbeeld bij de politie of de krijgsmacht). De Commissie gelijke behandeling heeft verschillende malen moslima's in het gelijk gesteld omtrent het onterecht weigeren van de toegang tot cafés en restaurants, waarbij de verschillende eigenaren van de horecagelegenheden zich beriepen op een bepaald kledingvoorschrift, geldend in hun zaak.

#### Koninginnedag 2009
In Haarlem werden ter gelegenheid van Koninginnedag in 2009 oranje hoofddoekjes uitgedeeld. Een groep studenten verspreidde op 30 april meer dan vijfduizend oranje hoofddoekjes genaamd Louka's onder het publiek om de tolerantie in het Koninkrijk te verbeteren. De actie werd aangekondigd door de Stichting Oranje Samenleving. Met oranje hoofddoekjes zouden moslimvrouwen tegelijkertijd uitdrukking kunnen geven aan hun loyaliteit aan hun geloof en aan de koningin, als symbool voor Nederland.
De twee studenten die het initiatief hadden genomen tot deze actie, Melissa Oosterbroek en Ben Rogmans, verklaarden dat ze zich ergerden aan de ophef in de politiek en de samenleving over het dragen van hoofddoekjes: "de overdreven polarisatie en negatieve stemmingmakerij". De hoofddoekjes-actie werd deels gefinancierd met een prijs van de gemeente Haarlem die de twee enkele maanden eerder hadden gewonnen. Deze SAMS-prijs voor "het beste idee voor een open en tolerante sfeer in Haarlem" bedroeg 3.000 euro en werd door een onafhankelijke jury toegekend.
De actie wekte de woede van de plaatselijke VVD, die verklaarde tegenstander te zijn van het jurybesluit. Gemeenteraadslid Denise Eikelenboom (VVD) verklaarde betreffend besluit niet te begrijpen. "Het is een religieuze uiting en daar hoort de gemeente de portemonnee niet voor te trekken. Religie en staat dienen strikt gescheiden te blijven."

### België
In België komt het onderwerp geregeld in de media. Bepaalde moslims eisen het recht voor vrouwen om overal een sluier te mogen dragen, ook in het onderwijs en in openbare functies en openbare diensten. Dat zou volgens de regering, veel feministen, partijen en burgerbewegingen haaks staan op de tot nu toe algemeen geldende regel dat geen enkel religieus noch politiek symbool zichtbaar gedragen mag worden in openbare functies en elke publieke, openbare dienstverlening. Op deze laatste regel worden hier en daar inbreuken gedoogd. Verschillende steden en gemeenten, waaronder Antwerpen, hebben een verbod op het dragen van levensbeschouwelijke, politiek geïnspireerde en niet 'neutrale' symbolen ingevoerd voor loketambtenaren. Deze symbolen omvatten zowel hoofddoeken, regenboog T-shirts (holebi), als supportersjaals, keppeltjes, tulbanden en politieke kenmerken.
De Vlaamse Raad voor het Gemeenschapsonderwijs besliste op 11 september 2009 het dragen van een hoofddoek te verbieden in alle scholen van het gemeenschapsonderwijs, maar het verbod werd geschorst. Op 1 februari 2013 kondigde de Raad van het Gemeenschapsonderwijs een nieuw verbod op levensbeschouwelijke tekens aan, met ingang op 1 september 2013. Dit leidde tot grote verontwaardiging en woede bij de moslimgemeenschap in België. Enkele organisaties trekken naar de Raad van State. Ook het Vlaams Parlement overweegt een algemeen hoofddoekenverbod in het Gemeenschapsonderwijs en het officieel gesubsidieerd onderwijs.
In alle Antwerpse scholen (ongeacht het onderwijsnet) geldt een hoofddoekenverbod sinds 1 september 2010.
In antwoord op een prejudiciële vraag van de Franstalige arbeidsrechtbank in Brussel oordeelde het Europees Hof van Justitie op 13 oktober 2022 dat er geen sprake is van directe discriminatie wanneer een bedrijf in zijn arbeidsreglement al zijn werknemers verbiedt om religieuze, levensbeschouwelijke of spirituele tekens zichtbaar te dragen. De zaak betrof een moslima die had gesolliciteerd bij een bedrijf dat sociale woningen beheert. Het Europees Hof bevestigde zijn standpunt in een zaak die was voorgelegd door de Luikse arbeidsrechtbank, na een klacht van een medewerkster van de gemeente Ans. Anderzijds besloot de gemeente Anderlecht op 30 november 2023 de hoofddoek toe te laten voor het personeel.

### Frankrijk
In Frankrijk is onder de toenmalige president Jacques Chirac in 2004 een wet aangenomen die het dragen van hoofddoeken in overheidsgebouwen beperkt. In dezelfde periode werd een andere wet aangenomen die het in het onderwijs (primair en secundair) volledig verbiedt voor leerlingen en leerkrachten.